# 麥克道爾 (密蘇里州)
麥克道爾（英語：McDowell）是位於美國密蘇里州巴里縣的非建制地區。

## 歷史
麥克道爾的郵局於1858年設立，其後於1925年停運。

## 地理
麥克道爾所處的海拔為高於海平面365米（即1198英呎），而該地所採用的時區為UTC-6，即北美中部時區（CST）。同時該地設有夏令時間，為UTC-6調快一小時，即UTC-5（CDT）。